# سیارک ۱۹۴۲۳
سیارک ۱۹۴۲۳ (به انگلیسی: 19423 Hefter، نامگذاری:1998FD58) نوزده هزار و چهارصد و بیست و سومین سیارک کشف شده‌است که در ۲۰ مارس ۱۹۹۸ کشف شد.
قدر مطلق سیارک برابر ۱۲.۳ است.